# Олишівська Дача (заказник)
Оли́шівська Да́ча — лісовий заказник місцевого значення в Україні. Розташований у межах Чернігівського району Чернігівської області, на північ від смт Олишівка. 
Площа 535 га. Статус присвоєно згідно з рішенням Чернігівської обласної ради від 17.06.2014 року. Перебуває у віданні ДП «Остерське лісове господарство» (Олишівське л-во, кв. 2, 3, 6, 8-15). 
Статус присвоєно для збереження частини лісового масиву, в деревостані якого переважають цінні насадження дуба; на перезволожених і заболочених ділянках зростають: вільха, осика, верба, тополя.